# Robert Dold
Robert James Dold, Jr. (Evanston, 23 giugno 1969) è un politico statunitense, membro della Camera dei Rappresentanti per lo stato dell'Illinois dal 2011 al 2013 e poi ancora dal 2015 al 2017.

## Biografia
Nato e cresciuto nell'Illinois, dopo la laurea in legge e un MBA Dold lavorò come assistente del Vicepresidente Danforth Quayle.
Dopo aver lavorato per alcuni anni come piccolo imprenditore, nel 2010 si candidò alla Camera dei Rappresentanti come membro del Partito Repubblicano e riuscì a vincere di misura le elezioni. Due anni dopo chiese un secondo mandato agli elettori ma venne sconfitto dal democratico Brad Schneider.
Nel 2014, dopo due anni di assenza dal Congresso, Dold annunciò di volersi ricandidare per il suo vecchio seggio da deputato e quindi tornò a sfidare Schneider. Al termine della campagna elettorale, Dold risultò vincitore e ritornò alla Camera.
Nel 2016 Dold e Schneider si sfidarono nuovamente per il seggio da deputato: in questa occasione Schneider riuscì a prevalere su Dold, che dovette così lasciare la Camera per la seconda volta.
Ideologicamente Robert Dold si configura come un repubblicano abbastanza centrista.